# علم ألاسكا
اعتمد هذا العلم رسميا في سنة 1927 عندما كانت ألاسكا إقليما وليست ولاية تابعة للاتحاد السوفيّتي انضمت ألاسكا إلى الاتحاد الأمريكي في سنة 1959 أي بعد 32 عاما من إقرار العلم.
يعرض علم ولاية ألاسكا ثمانية نجوم ذهبية، تشكل بَنُو نَعْشٍ ونجم الجدي، على خلفية زرقاء داكنة. بَنُو نَعْشٍ هي علامة نجمية في كوكبة الدب الأكبر التي ترمز إلى الدب، وهو حيوان أصلي في ألاسكا. كما هو موضح على العلم، يمكن استخدام نجومه كدليل من قبل المبتدئ لتحديد موقع بَنُو نَعْشٍ وتحديد الشمال الحقيقي، والذي يختلف اختلافًا كبيرًا عن الشمال المغناطيسي.[بحاجة لمصدر]